# マゾーン
マゾーンとは、『宇宙海賊キャプテンハーロック』に登場する架空の知的植物生命体、及び彼らの母星の名称。有機物による生命であり地球の生物との関連も示唆されているが、動物界よりも植物界の生物に近いとされ、人間とは成分（構成元素）・生物としての機構（代謝や骨格など）その他いずれも異なる。しかし外見だけはヒトに似た形状（ヒューマノイド）である。
名前の由来はギリシア神話に登場する女性だけの部族・アマゾーン（アマゾネス）からで、作中でも女性の姿をした者だけの種族として描かれており男性型は登場していない。ただし前述のような人間とは全く異なる生物という設定からは、「雌雄」としてはともかく、人間の女性あるいは男性っぽさは（本来は）見掛け以上の意味はないことになる。

## 姿・体構造など
人間の女性そっくりで、容姿・プロポーションなどの点において理想的な美女の姿をしているものが大多数である。『ハーロック』を特集したロマンアルバムでは雌雄同体と記述されている。
アニメにおいては地球人にとってその理想的体型を活かしてファッションモデルの仕事に就き、人間社会に溶け込んでいた者もいる（第7話）。
人間社会に潜伏している個体では、緑や青などの寒色系の色が若干入った白い肌をしている者が多いが、人間と同じ肌色を装う者もいる。体構造は分析の結果、植物と同様とされ、動物にみられる骨格や脳などの器官はなく、炭酸同化作用（=光合成）、皮膚呼吸、葉緑素などが確認されており、別の生物と理解されている。そのため、脳がないにもかかわらず人間同様の思考ができ、心があるという点に関しては謎である。またアニメ24話では、死臭を感知してトカーガ人の死体に気づくといった描写から嗅覚があることも判明している。
その体構造から人間のような血液が流れていることはありえず、人間の血液に相当する体液の成分は植物の樹液に近いことが明らかになっており、アニメの第24話ではマゾーン艦隊から脱走した際に負傷した看護婦のルシアが、終盤の41話にて女王ラフレシアの側近・クレオは負傷した際に青い体液を流している。だが、一族の命運をかけハーロックと決闘に及んだラフレシアは彼に重力サーベルで斬られた際、人間同様に赤い血を流している。
女性の姿をしていることについては、ハーロックは擬態と推測している。また地球には、地上の潜入部隊も多数存在する。彼らは普段、森林の樹木や海草などと同化しているが地球に投下したペナントの復活信号などを感知すると分離し、活動が活発になる。植物同様の体構造やもともと暮らしていた母星の環境（詳細は後述）からか寒さには弱く、雪が降ると同化していた樹木に戻っていくが水を与えれば元気付く。
銃などで撃たれたり、重力サーベルで斬られたりすると「紙のように」青く発火して燃死し、アニメでは殆どのマゾーンがそうなるが、原作の終盤でヤッタランが殺傷した海賊島の内部に進入したマゾーン2体やラフレシアの指示なしでアルカディア号を攻撃して処刑されたマゾーンの上級士官のように焼死しない者もいる。

## 社会・生態
その構成上、社会性昆虫であるアリ、シロアリ、ハチのような社会を構成している。
前述の通り植物であり、人間のような男女の概念は存在しないはずである。作中でマゾーンの戦士・ジョジベルはハーロックに対し、人間の分類法を当てはめられることを「迷惑だ」と述べている。しかし人間の女性の姿をしていることから自らを「女」と看做している描写がなされており、一族を統率し氏族社会を束ねるラフレシアは「女王」と呼ばれ、ラフレシアもアニメ41話において、ハーロックとの決闘に及ぶ前の会話でこれまでの戦いで失ったマゾーンの兵士のことを「彼女たち」と表現している。
生殖に関してもアニメ18話で植物の樹液から生まれることが判明している。生まれたばかりの子供の顔はミイラのような顔をしており、成長後の美しい女性にそっくりな姿とはほど遠いものである。アニメではアルカディア号の乗組員・魔地機関長は同艦に乗る以前、亜希という名の女性と、その間に儲けたと思っていた娘・ミドリ（正体はマゾーンのパトラス）の3人家族で暮らしていたが、妻の正体がマゾーンであることは知らずにいた。彼がその娘であるミドリのことを自分の実の娘だと信じていたことから、人間の男性との性行為（に類似した行為）は可能である。だが、先述の通り人間とは体構造が違うため、人間とマゾーンとの間に混血が生まれることはない。
原作終盤でトカーガ星の海中に林立するピラミッド内にアルカディア号が入った際にその内部の海水を採取したところ、ヒューヒューと鳴く植物の種らしきものを採取しており、同艦の主治医であるドクター･ゼロはこれをマゾーンの種ではないか、と推測している。

## 生存圏・地球との関わりなど
潜入部隊として地球に生息するマゾーン達は、南米アマゾンのジャングルを筆頭にインド、東南アジアのジャングルを住処としているが、エジプトのように植物が少ないところにも多数分布し、これらの事実から古代遺跡のあった地域の周辺部に多数が生息しているということが判明した。日本の都市部にも多数分布しており、ハーロック達はマゾーン探知機を利用し、額に白抜きのドクロの旗印を付け、黒い衣を着て暗殺者のごとくマゾーンを銃で片っ端から射殺している。また、アニメ第14話でハーロックに敵対する地球政府の軍人・切田長官がスフィンクスから見つけ出した超兵器のように、こうした遺跡からはオーパーツともいうべきものも見つかっており、地球の人類の進化や歴史にも影響を及ぼしてきたことがうかがえるが、ラフレシアが地球侵攻を開始するまで彼らは息を潜めていた。
その生存圏は母星マゾーンと地球だけでなく、地球以外の太陽系の惑星では金星にもその痕跡を残している（詳細は後述）。また、先述したように多くの惑星に「種」を撒いており、宇宙はすべてマゾーンの畠といわれるほどの生存圏を確保しているにもかかわらず、マゾーンは一族を挙げて一路地球へと進路をとった。
アニメでは41話のナレーションにおいて、マゾーンが遠い昔に地球に科学文明を伝えたことが語られている。また、アニメ放映当時にタカラから発売された「エアダッシュシリーズ宇宙海賊キャプテンハーロック」のボレットおよびコスモウイングの玩具に同梱された小冊子漫画でのラフレシアのセリフによれば「200万年前に金星にやってきたマゾーンが連れてきた金星の原住民を地球に移住させたのが現在の人類の祖先であり、人類を労働力とするために人間が家畜を飼うように育て、地球を去った」と語られている。

## 使用文字・言語
投下したペナントや古代遺跡から出現した超兵器などに、古代マヤ文明の象形文字を使用している。また、地球の天文学者が古くから使用していた惑星の記号なども使用している。こうした描写から「言葉が同じであれば支配が容易」であるとして、ハーロックは地球の言語などもマゾーンの言葉ではないかと推測している。劇中でもマゾーン達は地球人の言葉を使用しているが、先述のヤッタランが殺傷したマゾーンは話している言葉がわからなかったことから、マゾーン独自の言語も存在していることがわかる。

## 母星マゾーンの環境
博物館から持ち帰った日本の火焔土器はマゾーンの記憶装置であり、アルカディア号の中枢大コンピューターで解析した際に出力された映像で母星マゾーンと思しき惑星が映し出されるとともに「母なるわがマゾーンの大地に時間なし」という音声が記録されていた。
原作においてペナントのあとに打ち込んだマゾーンの「実験室」内におけるハーロックと、首相秘書として地球に潜伏していたマゾーン・波野静香との会話や実験室内の大気のスペクトル分析の結果から、二酸化炭素を多く含み、母星マゾーンの大気は地球でいう石炭紀の大気の成分比率と似ていることが判明している。室内は草木が生い茂る熱帯のジャングルのような状態であり、室内の環境は湿度100パーセント、気温36℃となっていることから、母星の環境も同様であったとみられる。
また、ミーメの母星（アニメ版ではジュラ星と名称が設定されている）は巨大化した植物が異常繁茂していて先述の実験室内と同様に植物ばかりの世界と化しており、ミーメはハーロックに助けられた状況を振り返って「アノママイレバ イマゴロハ植物ニ飲マレテ 死体モ残ラナカッタ」と述懐している。原作においてミーメの母星で起こった植物の異常繁茂の原因について具体的には語られてはいないが、アニメ版ではミーメの母星において巨大植物の異常繁茂を引き起こし、ミーメの種族を滅ぼす原因を作ったのはミーメの友人「ジョジベル」として潜伏していたマゾーンの工作員フーレによることが明らかとなっており、原作終盤では地球もマゾーンの生息域を中心に植物の異常繁茂が確認され、そうした植物に飲み込まれつつあることを地球植物局の局長が首相に報告しようとしていた。

## 科学・軍事力
先述した地球の遺跡の例にも見られるように高度な文明を持ち、その科学力は非常に高い。金星にあるマゾーンの基地にハーロック達が進入した際、自己修復能力を持つロボットに遭遇しており、ハーロックはその科学力を「限界を超えている」と評し、危険視している。原作においてその中心部で遭遇したラフレシアの「影」（ホログラフ）は人間のことを「まいた種」と発言しており、人間を造ったことも示唆されている。マゾーンの手先としてハーロックと戦ったトカーガの戦士・ゾルの小型艦に搭載されていたコスモグラフ記憶器はマッチ棒程度の長さをした棒状の記憶装置だが、これにトカーガ星などの惑星やマゾーンの中央艦隊の現在位置を示す情報がセットされている。これは人間の頭脳の容量にして10億人以上の情報量を持ち、魔地いわく「マゾーンの科学的能力を計る一種のバロメーター」。その情報量の多さにアルカディア号のコンピューターでは解析ができず、第2海賊島のコンピューターを使用することになった。
その科学力をもってすれば、地球の人類が誕生したばかりの早い時期にすぐにでも植民地化できたはず、とハーロックは考え、マゾーンはあえてそれをせず何億年もそのままにしていたことが原作での終盤において謎として提示されたが作中で明確な答えは出ておらず、未完のまま連載を終了している。
原作、アニメ両方で登場するマゾーンのペナントは、宇宙を進む際に次元波と呼ばれる無限大の到達距離を持つ波を掴み、地球に正確に打ち込まれた。アニメでの移動時には、アルカディア号の主砲パルサーカノンによる砲撃も受け付けなかったほどである。また、ペナントは遠い宇宙からのマゾーンを呼び寄せる次元波を誘導波に変えて発し続けるだけでなく、アニメでは地球潜入部隊のエネルギー活性源の役割も兼ねていた。このペナントの力だけでもマゾーンは脅威となることをクスコ教授は告げたが、地球人達はそれを真に受けなかった。
バミューダトライアングル海底のピラミッドのマゾーンも、ペナントのように遙か宇宙の仲間に信号を発し続けた。その科学力は軍事力にも使用されており、アニメで登場したサルガッソ海の魔女アマンは、高水圧の中でも薄いビニール状ドーム内に生存し、第二次世界大戦で使用された戦艦武蔵や潜水艦を幽霊船として使用している。他にも幻影戦士（シャドーソルジャー）と呼ばれる実体と虚像の両方を用いてアルカディア号への潜入作戦を実行したり、惑星を動かしてアルカディア号に激突させようするなど、優れた科学力を用いた大小様々な方法でハーロックと40人の乗組員達を苦しめた。また、アニメで静香がスパイとしてアルカディア号に潜入する際には、マゾーン探知機を無効化する特殊光線も開発された。
高い科学力による軍事力を持っているが、戦術に関しては初歩的であり原作においてハーロックは「広大な宇宙を無人の野を切り開くように来たので、戦い方を心得ていない」と評している。
アニメでは地球上や惑星の至るところに兵器や戦艦を隠し持ち、終盤にそれらを用いて決起した際にはアルカディア号以外に対抗手段を持てなかった地球は簡単に蹂躙され、無気力な地球人達は右往左往して逃げまどうだけだった。

## 精神構造
ほぼ人間と同様の精神構造と高い知能を持っているとみられるが、その独特の社会構造や母星が消滅して新しい移住先を探す必要に迫られていることから「個人」より「種」としての集団を重要視する傾向がみられる。原作では目的達成のためには同じマゾーンをも巻き添えにし、アニメでも後述する戦いの障害となる市民を盾にする軍人達が描かれた。
高度な文明を持っていることに誇りを持ち、地球人を含めマゾーンから見て「異星人」である彼らを家畜程度にしか捉えていない者も多く、幻覚などを見せてその心を弄ぶことを平気で行う者も少なくない。アニメではマゾーン以外の生命体は全て敵という考えが強いことが描写され、戦力増強のためにトカーガ星を征服したり（原作でもトカーガ星はマゾーンの支配下に置かれている）、アニメに登場したマゾーンの戦士ジョジベルは、ミーメの故郷ジュラ星をラフレシアに捧げる花園にすると称して滅ぼしている。ユリシーズ星雲の人間の星に潜伏していたマゾーンの工作員・ミユはハーロック達を抹殺すべく人間の星の住民の命を奪っていった。それゆえ、終盤となる40話でマゾーンの支配下にあったトカーガ族の市民船をアルカディア号が誤爆した際、状況確認のためにやって来たハーロック達が船内にいた女性のお産を手伝っていることに対し、ラフレシアやクレオは敵を助けようとするハーロックに驚く様子を見せていた。
また、アニメでは潜伏先の惑星などで美しい女性として生活をしているうちに、人間の女性同様に恋愛感情を持つ個体も確認されている。その結果、マゾーンの脅威を世界に伝えようとした台羽博士の息子・正に好意を抱いたり、マゾーンにとって最大の敵であるハーロックを愛する者も登場し、アニメ版のゾルの息子・ゾルバとマゾーンの看護婦・ルシアに至っては小型艇で駆け落ちまでしている。　

## 地球侵攻の目的
彼らの母星である惑星マゾーンが超新星爆発に飲み込まれて消滅したため、新しい移住先を求めてマゾーンは女王ラフレシアに率いられ、彼らが「第2の故郷」と呼ぶ地球へと侵攻を開始する。この「民族大移動」は、惑星の住民全てという大規模なものである。
ゾルの弁によると、まるで星の川が流れるほどの大艦隊であり、後尾は暗黒ガス帯に隠れていてどれほど続いているかわからないほどだという。アニメ劇中でもその規模についてナレーションで「天の川を思わせる」と言及されている。その艦隊の構成は戦闘艦だけではなく、市民船や救護船、他星の奴隷船なども含めた大キャラバンであり、途中、戦力増強のためトカーガ星などを征服しているもののそうした惑星には移住せず、あくまでその目的地は地球である。
アニメでは長旅に疲れたマゾーン市民達を見捨てて進撃しようとする武官達と市民達との同行を唱える文官達との対立が生じた。キャラバンの内紛は拡大し、ラフレシアに反抗した離脱者も出ている。軍人達は市民達を「足手まとい」としてハーロックもろとも攻撃したために市民達との間で亀裂が深まり、これにハーロックという唯一にして最大の障害が加わったことでラフレシアの地球移住計画の歯車は大きく狂うことになった。
アニメ終了後も続いた原作の終盤でも指揮系統に乱れが生じており、ラフレシアの命令なしでアルカディア号を攻撃して処刑されたマゾーン指揮官がいた。

## 補足
アニメでマゾーンが焼死するシーンの作画について、作画監督の菊池城二はロマンアルバムのスタッフインタビューで非常に苦労したと証言している。
『キャプテンハーロック』以外では、そのリメイク的な作品『SPACE PIRATE CAPTAIN HERLOCK』で名称が語られるほか、ゲーム『松本零士999 〜Story of Galaxy Express 999〜』では、ラーメタルを襲う侵略者として登場している。同ゲームでは機械帝国の女王プロメシューム直属の戦闘集団とされており、機械帝国の傘下組織という扱いである。
また『銀河鉄道物語』に登場するアルフォート星団帝国の構成員は、植物から進化した生命体で女性型しか存在せず、死ぬときは青い炎を上げて燃えるという、マゾーンと共通する設定となっている。

## 註
1. ↑  アニメ18話でもマゾーンの戦士・パトラスが「マゾーンは男を必要としない」という旨を明言している。ただし、マゾーンの一般市民の中に人間でいうところの「男性」にあたる存在が確認できる（26話など）ため、アニメ版においては男性型が存在する。
2. ↑  全部のマゾーンが必ずしも美人というわけではなく、ハーロックの親友の娘・まゆのいる聖ジョバンナ学園の舎監として潜伏していた個体は陰険な中年女性という感じの容姿であった。
3. ↑  アニメでは33話からの登場となる首相秘書の波野静香や魔地の娘と思われていた少女期のパトラス（ミドリ）など。
4. ↑  ただしこの「赤い血」については、アニメ版でラフレシアの声を担当した北浜晴子は、本作を特集したロマンアルバムのインタビューで「ハーロックにそう見えたのではないか」との見解を示している。
5. ↑  ただし、アニメ26話などで出てきたマゾーンの一般市民の赤子は、人間の赤子同様の顔をしている。
6. ↑  長らくこの小冊子の漫画は玩具購入者以外は読むことが困難だったが、現在は「ハーロック＆トチロー 単行本未収録作品集」（秋田書店 2017年 ISBN 978-4-253-23634-8）で読むことができる。
7. ↑  ミーメ自身は地球人同様に無気力化していた自分の同族による核戦争で生じた、核分裂で意思を持ち巨大化した植物が人と襲うようになったことで自分の種族が滅びたのだと思っていて、ハーロックに対しそのように語っていた。
8. ↑  ただし宇宙移動中に限ってであり、最終話では爆破された。
9. ↑  前述したように、原作でも同名のキャラクターが登場しているが、マゾーンということ以外に特に共通点はなく、別キャラクターの扱いだった。
10. ↑  アニメージュスペシャル ロマンアルバムデラックス30号「キャプテンハーロック」、P61。